# Во имя короля 3
«Во имя короля 3» (оригинальное название In the Name of the King 3: The Last Mission или The Last Job — «Во имя короля 3: Последнее задание» или «Последняя работа») — фэнтезийный приключенческий фильм режиссёра Уве Болла. Продолжение фильмов «Во имя короля: История осады подземелья» (2007) и «Во имя короля 2» (2011), которые сняты по мотивам серии компьютерных игр  Dungeon Siege. Фильм имеет рейтинг R (лицам до 17 лет обязательно присутствие взрослого). После провала предыдущих двух частей, фильм был выпущен сразу на видео, без предварительного показа в кинотеатрах. Выпуск фильма состоялся 5 февраля 2014 года. В главной роли — Доминик Пёрселл.

## Сюжет
Действие фильма разворачивается в двух временных эпохах — наше время и Средние века.

### 2014 год
Хазен Кейн — наёмник и профессионал своего дела. Он решает отойти от дел и начать спокойную жизнь, после того, как закончит своё последнее задание: его заставляют похитить у влиятельного человека двух дочерей с целью шантажа. Он соглашается и похищает девочек, после чего запирает их в гараже. При этом у одной из них он замечает кулон, похожий на татуировку, что у него на руке. Он забирает кулон, и с его помощью попадает в средние века, через открывшийся временной портал.

### Средние века
Кейн попадает в средневековую деревню, на которую нападает дракон. Он пытается застрелить его, но безуспешно. Ему на помощь приходят две сестры — Арабелла и Эмили, которые прячут Кейна у себя дома. Он рассказывает, что с ним произошло, и вечером они отводят его к шаману. Тот говорит ему, что Кейн — избранный воин, которому суждено спасти деревню от жестокого короля Тервина, который уже давно совершает набеги на деревню с захватнической целью. Вскоре местные жители вступают в схватку с воинами Тервина, расправившись с армией Кейн, вместе с Aрабеллой, проникает в замок Тервина, и убивает его. Арабелла благодарит Кейна за освобождение деревни, и, в то же время, говорит, что она знает, что Кейн совершил у себя дома, и говорит ему, освободить девочек. Кейн возвращается в своё время, но за ним же следует дракон…

### 2014 год. Финал
Кейн возвращается обратно, и освобождает девочек, но теперь за ним ведут охоту те, кто его нанял. Кейна и девочек настигают заказчики и он встаёт на их защиту. Бандитка собирается убить Кейна, но её уносит дракон, который напал на Кейна, а затем, вместе с ним через временной портал проник из средневековой эпохи в наше время. Главарь бандитов и Кейн стреляют друг в друга, но попадает только Кейн, убив противника. Когда всё закончилось, он возвращает девочек отцу. В благодарность тот прощает и отпускает его.
В конце на переднем плане стремительно пролетает дракон и исчезает.

## В ролях
| Актёр            | Роль                  |
| ---------------- | --------------------- |
| Доминик Пёрселл  | Хазен Кейн            |
| Ралика Паскалева | Арабелла              |
| Дарья Симеонова  | Эмили                 |
| Петра Гочева     | Софи                  |
| Марина Дакова    | Элис                  |
| Башар Рахаль     | Ульрих                |
| Мариан Вулев     | король Тервин / Аявло |
| Шелли Варод      | Анна                  |

## Отзывы
Бюджет фильма был ниже, чем у предыдущих фильмов («Во имя короля: История осады подземелья» — 60 000 000 $, «Во имя короля 2» — 7 500 000 $). Как и многие фильмы Болла «Во имя короля 3» получил крайне негативные отзывы: как экранизация игры, он отходит от главной идеи и сюжетной линии, а также было отмечено плохое качество спецэффектов, операторской работы и актёрской игры.